# Libertas konvoj
A Libertas konvoj (horvátul: Konvoj Libertas) egy részben alulról szerveződő humanitárius akció volt, amelynek célja a Jugoszláv Néphadsereg által a horvátországi Dubrovnik város elszigetelésére állított tengeri blokádjának áttörése volt a horvátországi háború és Dubrovnik 1991-es ostroma idején. A konvoj célja az volt, hogy ellátmányt szállítson Dubrovnik lakóinak, akik az ostrom miatt áram nélkül éltek, és nem jutottak friss ivóvízhez, élelemhez és gyógyszerhez. A konvoj „Libertas” elnevezése a szabadság latin szóra utal, amely Dubrovnik történelmi mottója.

## Előzmények
Az akkor szerb és montenegrói egységekből álló Jugoszláv Néphadsereg (JNA) 1991. október 1-jén kezdte meg előrenyomulását Dubrovnik irányába, és október végére Dubrovnikot kivéve gyakorlatilag az összes területet elfoglalta az Adriai-tenger partján fekvő Pelješac és Prevlaka-félsziget között. Az ostromot a jugoszláv haditengerészet blokádja kísérte. Dubrovnik JNA általi bombázása, beleértve az Óvárost is, amely az UNESCO Világörökség része, 1991. december 6-án tetőzött. A bombázás nagy nemzetközi tiltakozást váltott ki. A blokád eredményeként körülbelül 50 000 dubrovniki polgár élt áram nélkül, és nem jutott elegendő friss ivóvízhez, élelemhez és gyógyszerhez.
1991 októberében Zágrábban a „Sveti Vlaho Dubrovnik” Segélyalap, a Horvát Írószövetség és a Matica hrvatska kezdeményezést indított a tengeri blokád áttörésére és a humanitárius segítségnyújtáshoz szükséges eszközök Dubrovnik lakosságának történő szállítására. Az akció célja az volt, hogy a lehető legtöbb hajót összegyűjtsék, áttörjék a blokádot, és behajózzanak a Dubrovnik melletti Gruž kikötőjébe. A segélygyűjtés szervezési és logisztikai központja Fiume városa lett.

## A konvoj útja
1991. október 28-án a konvoj kihajózott Fiuméból, és ahogy közeledett Dubrovnikhoz számos kikötőben állt meg, miközben egyre több hajó (turistahajók, vitorlások, vontatóhajók stb.) csatlakozott hozzá. A végén nagysága 29 civil hajóra nőtt, melyek közül a legnagyobb a Jadrolinija „Slavija” nevű kompja volt. A konvojban az Európai Közösségi Megfigyelő Misszió megfigyelői, tiltakozók, valamint számos politikus, újságíró, kulturális személyiség, (köztük Veljko Bulajić) és politikusok, köztük a jugoszláv szövetségi állam elnöke Stjepan Mesić és Horvátország miniszterelnöke Franjo Gregurić is ott voltak. Október 30-án, hajnali egy óra körül a konvoj elérte Korčulát. Egy nappal korábban a dubrovniki rádióamatőrök elfogták a Jugoszláv Haditengerészet (JRM) üzeneteit, amelyekben a 9. VPS Boka Parancsnokság egy konvoj megállítását és átkutatását kérte. A konvoj útja Dubrovnik felé akadálytalanul haladt egészen az Elafiti-szigetekig, ahol egy  Koni osztályú jugoszláv fregatt, a JRM „Split” Brač és Šolta szigetei között megállította. A JRM képviselői az összes hajó visszafordítását, a „Slavia” esetében  pedig a montenegrói Zelenika kikötőben való kikötését követelték. Hosszas tárgyalások és a hajók alapos átvizsgálása után a konvoj folytathatta útját Dubrovnik felé.
1991. október 31-én a hajnali órákban a Dubrovnik fegyveres hajószázad motorcsónakjai kihajóztak Gruž kikötőjéből, hogy találkozzanak a konvojjal, és mind a 29 hajót bekísérték a kikötőbe, ahol mintegy 1000 dubrovniki lakos fogadta őket. Stjepan Mesić elnök beszédében kijelentette, hogy a dubrovniki embereket nem felejtették el. Hosszú 30 nap után megérkezett a városba a várva várt segítség. Visszatéréskor a 700 férőhelyes Slavija 2000 menekültet evakuált Dubrovnikból, bár először a Kotori-öbölbe kellett hajóznia, hogy a jugoszláv haditengerészet ellenőrizhesse.

## Következmények
A Libertas-konvoj elsősorban humanitárius akció volt, de fontos politikai üzenetet is közvetített. A Dubrovnikban a város ostromával összefüggésben bekövetkezett humanitárius katasztrófát dokumentáló újságírók tudósításai nagy csapást mértek Szerbia és Montenegró nemzetközi kapcsolataira, hozzájárulva a további diplomáciai és gazdasági elszigetelődésükhöz, valamint Horvátország függetlenségének nemzetközi elismeréséhez. Ezzel szemben konvoj sikeres útja Horvátországban a szolidaritás és a nemzeti konszenzus jelképévé vált.

## Fordítás
Ez a szócikk részben vagy egészben  a   Libertas convoy című angol Wikipédia-szócikk ezen változatának fordításán alapul.  Az eredeti cikk szerkesztőit annak laptörténete sorolja fel. Ez a jelzés csupán a megfogalmazás eredetét és a szerzői jogokat jelzi, nem szolgál a cikkben szereplő információk forrásmegjelöléseként.